# Verlichtingsfundamentalisme
Verlichtingsfundamentalisme is een slecht afgebakend etiket binnen het politieke spectrum dat een ideologie beschrijft die net zoals liberalisme, libertarisme en sociaaldemocratie zijn oorsprong vindt in de Verlichting, maar daarbij zijn gedachtegoed, normen en waarden op wil leggen aan anderen.

## Kenmerken
De term werd in het Nederlands naar eigen zeggen voor het eerst gebruikt in januari 2003 door Trouw-journalist en theoloog Lodewijk Dros, die ook een 'Fundi-test' lanceerde in 2010. De term heeft een negatieve klank en wordt daarom meestal door tegenstanders van de stroming gebruikt. Kenmerkend voor het Verlichtingsfundamentalisme is het streven naar een radicaal-seculiere staat, en soms neigt men sterk naar het terugdringen van godsdienst tot de huiskamer, of zelfs het willen vernietigen daarvan. Andere opvallende kenmerken zijn het streven naar een individualistische samenleving en in toenemende mate ook naar een verregaande vrije markteconomie, met weinig staatsbemoeienis.
Een onderscheid moet gemaakt worden met het antiklerikalisme van zowel liberalen als sociaaldemocraten, dat streeft naar een scheiding van kerk en staat en in het verleden enkele gewelddadige uitspattingen voortbracht.

## Geschiedenis
De geschiedenis van het verlichtingsfundamentalisme gaat terug tot de Verlichting. Na de Franse Revolutie in 1789 kwam er na enige tijd een radicale stroming, de jakobijnen, aan de macht onder leiding van Maximilièn Robespierre. Robespierre wilde zijn interpretatie van de Verlichting aan de massa opleggen. Mensen die het niet met Robespierre eens waren (vooral priesters, bisschoppen, Vendée-boeren), werden ter dood gebracht.
Tijdens de revoluties van 1830 en 1848 doken er ook jakobijnse stromingen op die verwant waren aan wat thans als het Verlichtingsfundamentalisme wordt aangeduid.

## Aanhangers en toepassing
In Frankrijk is de stroming het sterkst. Daar wordt de scheiding van kerk en staat, de laïcité, streng toegepast. De Franse politiek heeft antigodsdienstige maatregelen genomen, zoals een verbod op het dragen van opzichtige religieuze symbolen.
In de Verenigde Staten tellen vormen van verlichtingsfundamentalisme ook enige aanhang. De aanhangers in Amerika streven dan vooral naar de opheffing van de (al weinige) staatscontrole op het economisch leven. Een van de meest vooraanstaande tegenstanders van deze groep is de Amerikaanse presentator Bill O'Reilly, die zich fel keert tegen wat hij de 'secular progressives' noemt.
André Rouvoet, fractievoorzitter van de ChristenUnie in het Nederlandse parlement, gebruikte de term bij de presentatie van het Jaarboek Parlementaire Geschiedenis 2005, naar aanleiding van een in dat jaar gehouden vragenuurtje in de Tweede Kamer rondom Intelligent Design. Hij noemde met name de D66-politici Bert Bakker en Lousewies van der Laan als exponenten van Verlichtingsfundamentalisme.
Eind september 2006 werd de uitspraak van Femke Halsema, die de Katholieke Kerk had gerangschikt onder de "as van religieus kwaad", door Jan Willem Wits, de woordvoerder van de Katholieke Kerk in Nederland, als een voorbeeld van Verlichtingsfundamentalisme omschreven. Ze deed deze uitspraak tijdens de algemene politieke beschouwingen in de Tweede Kamer. Wits, reageerde hierop met scherpe bewoordingen en verweet Halsema dat ze de historische lading van het begrip "as van het kwaad" niet kende en ze vanuit een Verlichtingsfundamentalisme gelovigen tot tweederangsburgers wou degraderen.
In maart 2006 werd de Nederlandse minister voor ontwikkelingssamenwerking Van Ardenne in het parlement ter verantwoording geroepen omdat ze in de krant Yemen Times de term "fundamentalistische secularisten" had gebruikt in een pleidooi voor de (her)waardering van religie in het publieke domein. Sommigen meenden in de gebruikte woorden een contradictio in terminis te zien. Het pleidooi hield de minister staande, van de gekozen terminologie nam ze afstand.